# Jäggaure

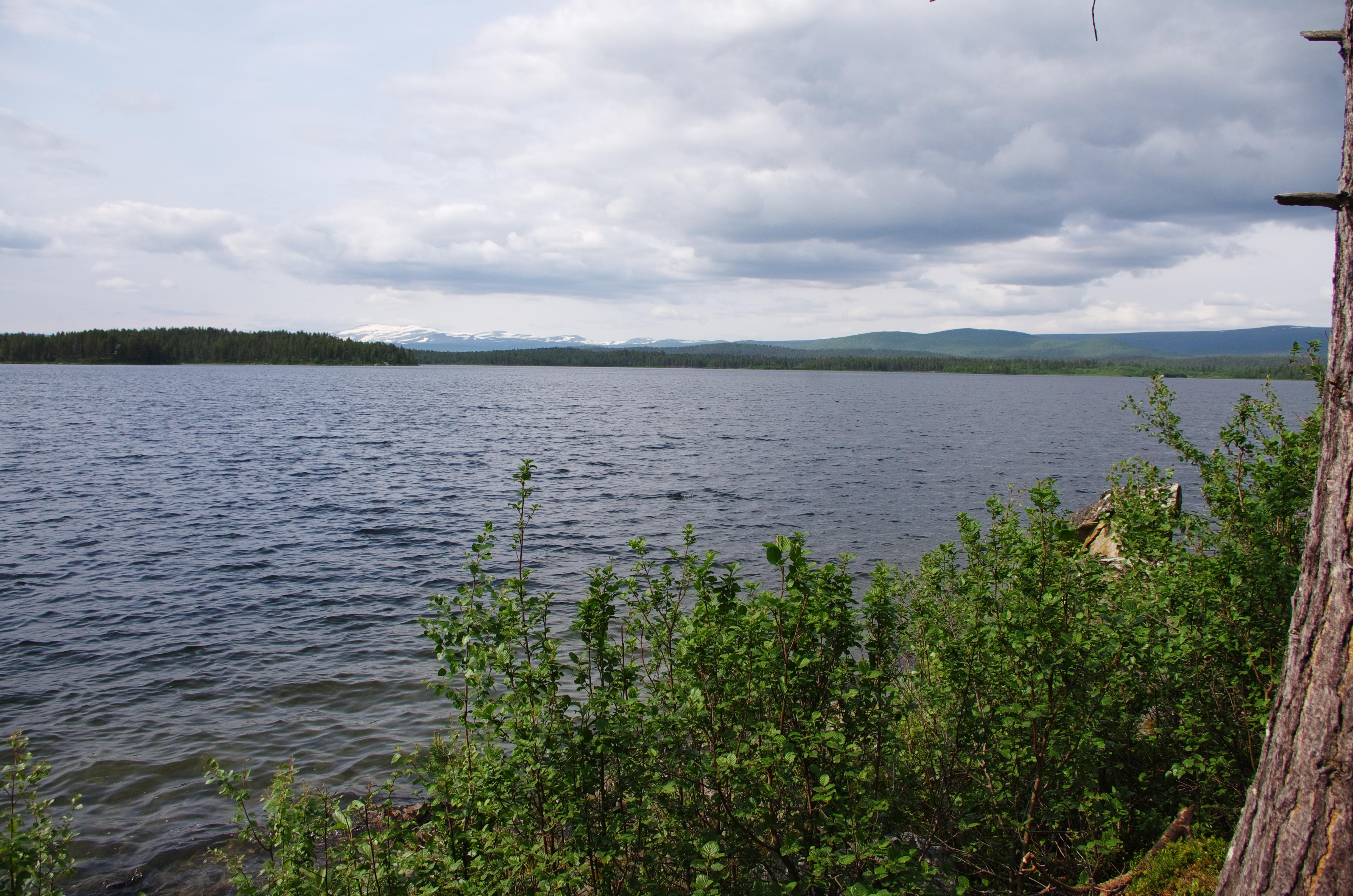

Jäggaure (aktuell stavning Jäggávrre) är en sjö i Arjeplogs kommun i Lappland och ingår i Skellefteälvens huvudavrinningsområde. Sjön har en area på 2,35 kvadratkilometer och ligger 427 meter över havet. Sjön avrinner till Hornavan genom ett kort utflöde. Vid provfiske har bland annat abborre, gädda, lake och röding fångats i sjön. Vandringsleden Kungsleden passerar sjön.

## Delavrinningsområde
Jäggaure ingår i det delavrinningsområde (736774-155123) som SMHI kallar för Utloppet av Jäggaure. Medelhöjden är 466 meter över havet och ytan är 10,97 kvadratkilometer. Räknas de 5 avrinningsområdena uppströms in blir den ackumulerade arean 60,7 kvadratkilometer. Vattendraget som avvattnar avrinningsområdet har biflödesordning 2, vilket innebär att vattnet flödar genom totalt 2 vattendrag innan det når havet efter 324 kilometer. Avrinningsområdet består mestadels av skog (76 procent). Avrinningsområdet har 2,37 kvadratkilometer vattenytor vilket ger det en sjöprocent på 21,6 procent.

## Fisk
Vid provfiske har följande fisk fångats i sjön:
- Abborre
- Gädda
- Lake
- Röding
- Sik
- Öring